# ジェリー・カントレル
ジェリー・カントレル（Jerry Cantrell、1966年3月18日 - ）は、ロックバンド、アリス・イン・チェインズのギタリスト兼ボーカリスト。アメリカ合衆国ワシントン州タコマ出身。
ソロ名義でもアルバムをリリースしている。他にザ・カルトのギタリスト、ビリー・ダフィー、モトリー・クルーなどに参加していたジョン・コラビらと共にCardboard Vampyres（バンド名の由来はジェリーの飼い犬の名前らしい）というカバー・バンドの活動も行っていた。
ギタープレイの特徴として、理論を無視しているかのようなコード進行とリフが挙げられる。曲調はヘヴィネス、カントリーなど多様に渡り、特にドゥーム、スラッジのようなヘヴィサウンドに、流麗なハーモニーのボーカルメロディというスタイルが、以降のオルタナティブシーンにフォロワーを多く生み出した。
ミュージシャン以外の活動では、トム・クルーズ主演の映画『ザ・エージェント』に、コピー・ショップの店員として出演している。

## ディスコグラフィ

### アリス・イン・チェインズ
スタジオ・アルバム
- Facelift (1990)
- Sap (1992)
- Dirt (1992)
- Jar of Flies (1994)
- Alice in Chains (1995)
- Black Gives Way to Blue (2009)
- The Devil Put Dinosaurs Here (2013)
- Rainier Fog (2018)

ライブ・アルバム
- Unplugged (1996)

編集アルバム
- Nothing Safe: Best of the Box (1999)
- Music Bank (1999)
- Live (2000)
- Greatest Hits (2001)
- The Essential Alice in Chains (2006)

### ソロ
スタジオ・アルバム
- Boggy Depot (1998)
- Degradation Trip (2002)
- Degradation Trip Volumes 1 & 2 (2002)
- Brighten (2021)
- I Want Blood (2024)

その他
- Twisted Willie: A Tribute to Willie Nelson (1996) 　　 "I've Seen All This World I Care to See"
- The Cable Guy: サントラ (1996)　　 "Leave Me Alone"
- The Punisher:サントラ (2004)　　 "Ashes to Ashes" 　Damageplanとの共演

### ゲスト参加
- Circus of Power
  - Magic & Madness (1993)
- Danzig
  - Blackacidevil (1996)
- Pigeonhed
  - The Full Sentence (1997)

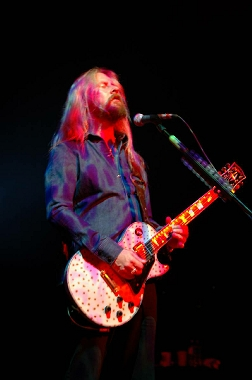
ジェリー・カントレル

- Ozzy Osbourne
  - Under Cover (2005)

## 使用機材
▼ギター

　G&L（レオ・フェンダーが興した楽器メーカーのひとつ）Rampage

　　ポルノグラフィティを貼り付けた1ハムバッカー、ケーラートレモロ搭載

　　（2009年にG＆LからシグネイチャーモデルのRampageが発売された。）

　G&L　テレキャスターASAT 

　ギブソン・レスポールカスタム

　ギブソン・SG

　ディーンSoltero

　ミュージックマンAXISなど。

一貫してハムバッカーを搭載したギターを使用しているようである。

▼エフェクター

　MXR EVH フランジャー

　MXR ノイズゲート Smart Gate

　Xotic オーバードライブ AC plus

　Eventide ディレイ Timefactor

　BOSS コーラスCH-1

　BOSS トレモロTR-2

　Ibanez オーバードライブ Tube Screamer

　Tone Freak effects コンプレッサー Buff Puff

　Dunlop ビブラートコーラス Rotovibe

　Dunlop ワウペダル JC95 Signature Crybaby

　Digital Music Corp. MIDIフットコントローラー Ground Control Pro

▼アンプ

　ピーヴィー 5150

　Bogner Fish プリアンプ

　Bogner Shiva プリアンプ

　メサ・ブギー　 Dual Rectifier Prototype

　フェンダー Twin Reverb

▼スピーカーキャビネット

　マーシャル　1960B